# Stringocephalus
Stringocephalus – wymarły rodzaj ramienionogów żyjących w środkowym dewonie.
Rodzaj o dużych muszlach, obu skorupkach mocno wypukłych, skorupka brzuszna ma pokaźny, silnie wystający ponad brzeg zawiasowy dziób. Muszla nie posiada ornamentacji. Opisano jedenaście gatunków, z których nie wszystkie mają uznany status gatunkowy. Najbardziej pospolitym gatunkiem jest Stringocephalus burtini).
Rodzaj kosmopolityczny, występowanie: Australia, Chiny, Rosja, zachodnia Kanada, szereg krajów północnej oraz środkowej Europy, w tym Niemcy, Francja. W Polsce opisywany często z Gór Świętokrzyskich, jednak większość tych opisów została zweryfikowana i okazy te zaliczono do pokrewnego rodzaju Bornhardtina. Niemniej w rejonie tym są znane niezbyt liczne znaleziska Stringocephalus. Skamieniałości różnych gatunków Stringocephalus mają znaczenie w datowaniu skał i są ważnymi skamieniałościami przewodnimi dla żywetu.